# Femme d'aujourd'hui (émission de télévision)
Pour les articles homonymes, voir Femme d'aujourd'hui (homonymie).
Femme d'aujourd'hui est une émission de télévision diffusée du 6 septembre 1965 au 11 juin 1982 à la Télévision de Radio-Canada. Elle est animée par Aline Desjardins pendant treize ans.

## Contexte de création et engagement féministe
Femme d'aujourd'hui est créé dans le contexte de la Révolution tranquille, à une époque marquée par d’importants changements sociaux et par la montée du féminisme au Québec. L’émission vise entre autres à permettre «la prise de parole des femmes dans un espace public largement dominé par les hommes». Des années 1960 aux années 1980, l'émission évolue en passant des sujets traditionnels de magazines féminins (la mode, la vie familiale, l'artisanat) vers des sujets liés aux enjeux de société touchant les femmes comme le sort des filles-mères, l’avortement, la violence conjugale, le divorce, etc. Ces thèmes sont parallèlement débattus dans la société en général alors qu'ils font l'objet de nouvelles législations.
En 1970, la publication du rapport de la Commission Bird sur la situation de la femme au Canada amène Femme d’aujourd’hui à faire une tournée pancanadienne pour sonder directement les femmes du pays sur les enjeux qui les touchent. Le 26 août de la même année, l’équipe de Femme d’aujourd’hui est à New York à la manifestation du Mouvement de libération des femmes (Women's Lib).
L’émission couvrira tous les grands événements organisés dans le cadre de l’Année internationale des femmes déclarée par l’Organisation des Nations unies en 1975.

## Animatrices
En 1965, un duo formé de Yoland Guérard et de Lizette Gervais est à l’animation de l’émission. L’année suivante, en 1966, Aline Desjardins, journaliste, remplace Lizette Gervais. La même année, Michelle Lasnier, directrice du Service des émissions féminines de Radio-Canada, prend en charge l’émission. Elle est en partie responsable de l’ouverture de l’émission sur des enjeux de société contemporains. Yoland Gervais quitte l'émission en 1968.
Aline Desjardins marquera l’émission en étant animatrice de celle-ci pendant treize ans de 1966 à 1979. Pour la saison 78-79, elle partage sa tâche avec la journaliste Louise Arcand. Quatre animatrices prennent la relève à partir de l’automne 1979 : Rachel Verdon, Louise Hamel, Claudette Lambert et Lise Garneau.
L’émission fait également des collaborations régulières avec l’animatrice Micheline Archambault basée à Québec à partir de 1968 et produit mensuellement une émission à Ottawa à partir de 1973. Celle-ci est animée par Élisabeth Richard, Rachel Verdon ou Claire Faubert.